# Línea M1 (AUVASA)
La línea M1 de AUVASA conecta a primera hora de la mañana el barrio de Covaresa, Parque Alameda, el paseo de Zorrilla, las estaciones de autobuses y ferrocarriles y el centro de Valladolid. Tiene servicio de lunes a viernes laborables.

## Frecuencias
| DÍA                | LUGAR DE SALIDA | HORARIO DE SALIDA |
| ------------------ | --------------- | ----------------- |
| Laborables         | COVARESA        | 6:50              |
| Sábados y festivos | SIN SERVICIO    | -                 |

## Paradas
Nota: Al pinchar sobre los enlaces de las distintas paradas se muestra cuanto tiempo queda para que pase el autobús por esa parada.
| Hacia Fuente Dorada                         | Correspondencia con líneas:      |
| ------------------------------------------- | -------------------------------- |
| Cañada Real fte. Col. El Pilar              | 2 23                             |
| C/ Miguel Delibes 14                        | 2 23                             |
| C/ Miguel Delibes 40 esq. Unamuno           | 2 18 19 23                       |
| Pza. Castilla y León 1                      | 1 U1                             |
| Ctra. Rueda 131 centro deportivo            | 1                                |
| Ctra. Rueda fte. Vinos de Cigales           | 2 23                             |
| Ctra. Rueda 81 esq. Tierra de Sepúlveda     | 2 23                             |
| Ctra. Rueda 47 fte. Imserso                 | 2 23                             |
| Ctra. Rueda 37 esq. Corta                   | 2 23                             |
| Ctra. Rueda 19 esq. Mota                    | 2 5 23                           |
| Pº Zorrilla 101 LAVA                        | 1 2 16 18 19 23 26 C2 H          |
| Pº Zorrilla 65 fte. centro comercial        | 1 2 5 7 10 18 19 C2 U1           |
| C/ Puente Colgante 47                       | 2 9                              |
| C/ Puente Colgante 1 fte. est. de autobuses | 2 9 U1                           |
| C/ Estación del Norte Adif                  | 2 9                              |
| C/ Gamazo 17 esq. Bailén                    | 2 7 9 18 19                      |
| C/ Duque de la Victoria 23 esq. Pza. España | 2                                |
| Pza. Fuente Dorada                          | M2 M3 M4 M5 M6 M7 1 2 3 4 6 8 24 |